# وارطان میرزویان
وارطان میرزویان (ارمنی: Վարդան Միրզոյան؛ انگلیسی: V. Mirzoyan؛ ۱۰ ژوئیهٔ ۱۸۷۷ – ۲۴ ژانویهٔ ۱۹۶۸) یک بازیگر اهل ارمنستان بود. وی بین سال‌های ۱۹۳۴ تا ۱۹۷۵ میلادی فعالیت می‌کرد.
از فیلم‌ها یا برنامه‌های تلویزیونی که وی در آن نقش داشته است می‌توان به گیکور، دو شب اشاره کرد.